# Chalcolampra winnunga
Chalcolampra winnunga es un coleóptero de la familia Chrysomelidae.
Fue descrita en 2003 por Daccordi.